# 2008 au Népal
Cet article présente les faits marquants de l'année 2008 au Népal.

## Évènements
- Lundi 17 mars : la police arrête 59 exilés tibétains sur les deux cent cinquante qui manifestaient devant la Représentation des Nations unies à Katmandou. Plus de vingt mille tibétains vivent au Népal depuis le soulèvement populaire de 1959 contre l'administration chinoise.
- Lundi 24 mars : la police arrête plus de 470 personnes lors de deux manifestations dispersées.
- Dimanche 30 mars : la police arrête une centaine de personnes qui manifestaient à proximité d'une annexe de l'ambassade de Chine.
- Lundi 14 avril : la commission électorale annonce la victoire électorale des rebelles maoïstes à l'élection législatives du jeudi 10 avril. Ils vont disposer de la majorité des sièges à l'Assemblée constituante censée transformer la monarchie en République.
- Mercredi 28 mai : l'assemblée constituante élue le 10 avril, dominée par les maoïstes vote lors de sa séance inaugurale, l'abolition de la monarchie l'instauration d'une république de type fédérale.
- Samedi 19 juillet : première élection présidentielle de l'histoire du pays.